# Levin August von Bennigsen

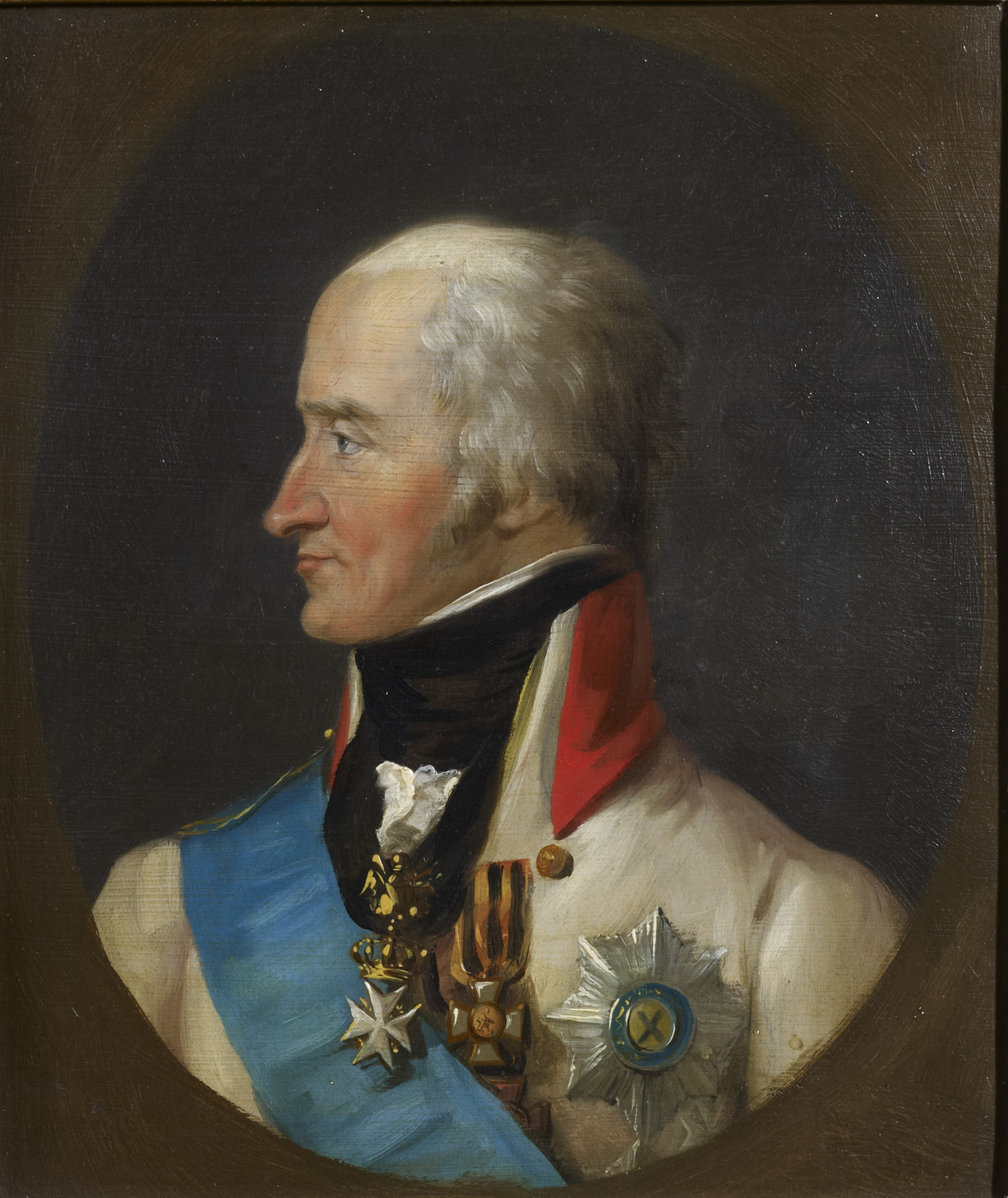
Levin August von Bennigsen – Porträt von Eduard Ströhling, Royal Collection der britischen Königsfamilie

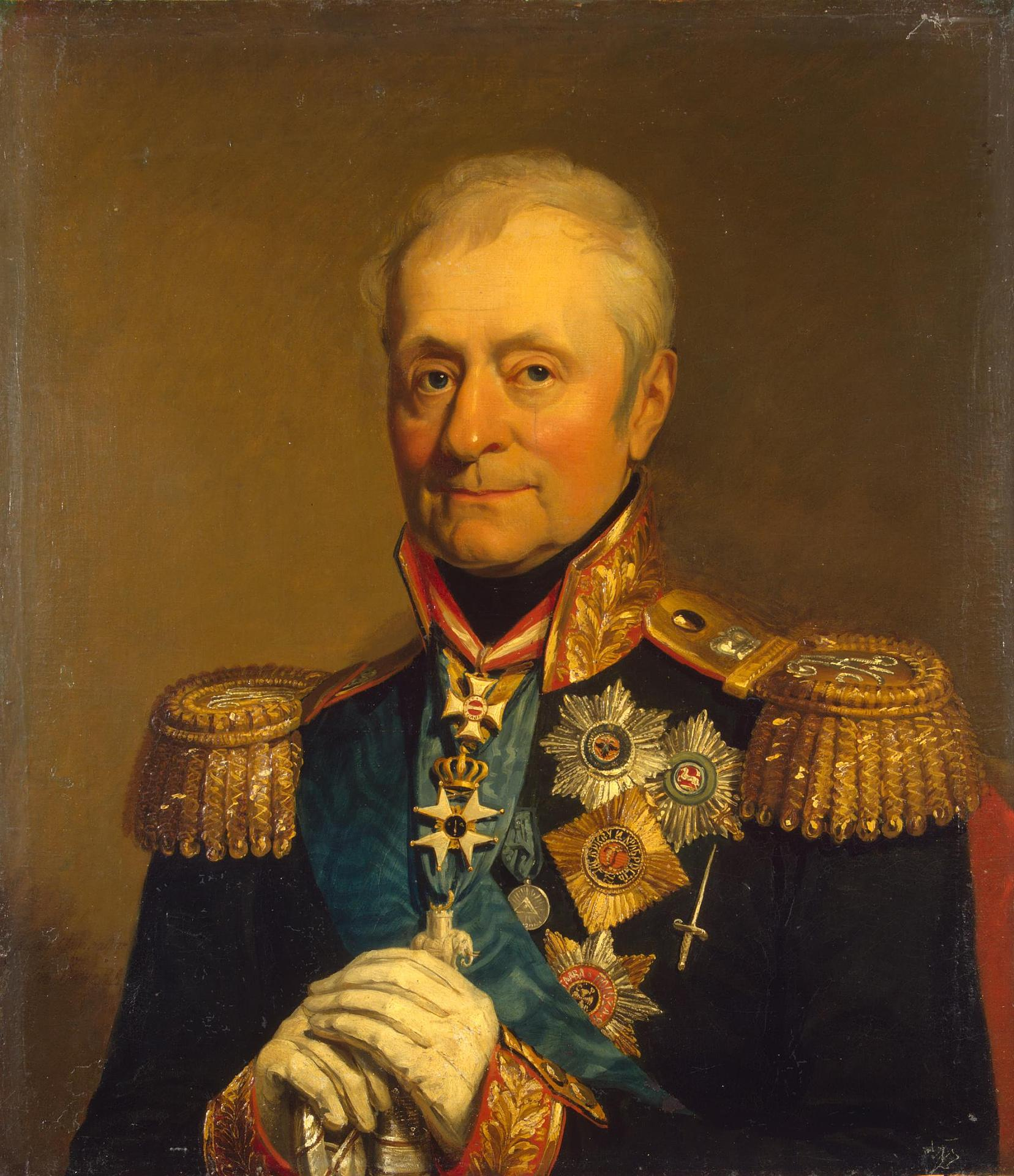
Porträt von George Dawe, Militär-Galerie (Военная галерея) des Winterpalastes

Graf Levin (Leonti Leontjewitsch) August Theophil von Bennigsen (russisch Леонтий Леонтьевич Беннигсен; wissenschaftliche Transliteration Leontij Leont'evič Bennigsen, * 10. Februar 1745 in Braunschweig; † 3. Dezember 1826 in Banteln, Kreis Alfeld bei Hildesheim) war ein Offizier aus dem niedersächsischen Adelsgeschlecht der Bennigsen. Er stand zunächst in kurfürstlich-hannoverschen Diensten und wurde später General der Kavallerie der russischen Armee. Er gilt als Initiator und Mitverschwörer des Attentats auf Zar Paul I.

## Leben
Von Bennigsen war ein Sohn des braunschweigisch-wolfenbüttelschen Kammerherrn und Obersten der Garde du Corps Levin Friedrich von Bennigsen-Banteln (30. Juni 1700–15. Juni 1762) und dessen Ehefrau Henriette Marie (geborene von Rauchhaupt-Trebnitz, 1724–10. Juni 1807). Mütterlicherseits war Bennigsen ein Urenkel des kursächsischen General-Feldmarschalls Hans Adam von Schöning.
Nach nur kurzem Unterricht durch Hauslehrer kam Bennigsen mit zehn Jahren 1755 unter Georg II. in das Pagencorps an den kurfürstlich braunschweigischen Hof nach Hannover. Bereits vier Jahre später wurde er als Fähnrich in die hannoversche Garde zu Fuß aufgenommen und nahm unter dem Kommando des Prinzen Ferdinand von Braunschweig von 1760 bis 1762 an Kampagnen des Siebenjährigen Krieges teil. 1762 fungierte er bei der Schlacht bei Freiberg bereits als Hauptmann.
Im selben Jahr starb auch sein Vater und Bennigsen trat aus der Armee aus, übernahm als Erbe das Gut Banteln, das er mehr schlecht als recht bewirtschaftete, da sein kaufmännisches Können wenig ausgeprägt war. 1772 hatte er sein Erbe in den Konkurs gewirtschaftet. Er bemühte sich um eine Anstellung an den Hof der nach Celle verbannten dänischen Königin Caroline Mathilde. Schließlich nahm er das Angebot der Zarin Katharina II. an und trat 1773 als Premiermajor des Wjatkaschen Musketierregiments in das russische Heer ein.

## Militärische Laufbahn
In der Zeit bis 1818 beteiligte sich Bennigsen unter anderem unter dem Befehl von Feldmarschall Graf Pjotr Rumjanzew-Sadunaiski an den russischen Feldzügen. 1778 wurde er zum Oberstleutnant befördert, was auch einen Wechsel zur Kavallerie zur Folge hatte. Von 1787 bis 1792 zeichnete er sich im Russisch-Österreichischen Türkenkrieg aus und wurde im Jahr 1790 nach der Einnahme von Otschakow unter General Potjomkin zum Oberst ernannt. 1792 führte er in Litauen ein fliegendes Korps zur Deckung Weißrusslands an. In den Jahren 1793 und 1794 kämpfte er in den Russisch-Polnischen Kriegen, wobei das polnische Heer im Jahr 1794 in der Schlacht bei Soly eine Niederlage erlitt, an der  Bennigsen maßgeblich beteiligt war. Dies brachte ihm eine Beförderung zum Generalmajor ein. 
Für die handstreichartige Aushebung einer feindlichen Batterie bei Vilnius im Juli 1792 erhielt er von der Zarin persönlich ein sehr großes Landgut im Gouvernement Minsk verliehen. Im Krieg gegen Persien im Jahr 1796 trug er wesentlich zur Einnahme von Derbent bei. Unter Zar Paul I. avancierte er im Jahr 1798 zum Generalleutnant. Dennoch soll  Bennigsen maßgeblich an der Verschwörung gegen diesen beteiligt gewesen sein und gilt als Mitinitiator des Attentats zu dessen Ermordung am 23. März 1801. Da er bei der Tat nicht zugegen war, konnte sein Anteil an der Tat selbst nicht im Einzelnen geklärt werden. Von Zar Alexander I. wurde er zum Generalgouverneur von Litauen ernannt und 1802 General der Kavallerie. 
In den Feldzügen gegen Frankreich unter Kaiser Napoleon in den Jahren 1805 und 1806 war Bennigsen Befehlshaber über eine Armee von 50000 Mann. Im November 1805 kam er mit der Nordarmee Österreich zu Hilfe, erhielt aber kaum vier Wochen später bei Breslau den Befehl zum Rückzug, da der Friede von Pressburg geschlossen worden war. Im Oktober 1806 rückte Bennigsen mit einem starken Hilfskorps in Preußen ein und behauptete sich bei den Kämpfen bei Pułtusk am 26. Dezember 1806 gegen den heftigen Angriff des französischen Heeres, wodurch das russische Heer vor einer Niederlage gerettet wurde. Zar Alexander I. ernannte ihn dafür am 1. Januar 1807 zum Oberbefehlshaber der Armee. Mit den russischen Truppen und den Resten der preußischen Arme, die ihm ebenfalls unterstellt waren, erreichte Bennigsen am 7. und 8. Februar 1807 in der Schlacht bei Preußisch Eylau unter schweren Verlusten ein Unentschieden gegen die Franzosen. In der Schlacht bei Friedland erlitt er jedoch am 14. Juli 1807 eine entscheidende Niederlage. 1807 wurde der Friede von Tilsit geschlossen. Bennigsen nahm seinen Abschied und zog sich für die folgenden fünf Jahre auf seine Güter in der Nähe von Vilnius zurück.

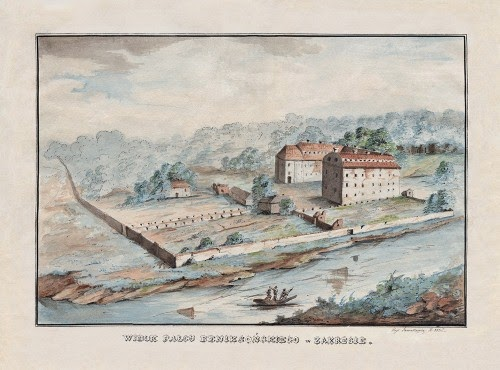
Landgut von Bennigsen in Zakret bei Vilnius

Im Russlandfeldzug 1812 wurde er auf Wunsch von Generalfeldmarschall Michail Kutusow zum Chef des Generalstabes ernannt. Er wurde zunächst Michael Andreas Barclay de Tolly unterstellt, kam dann aber zu Kutusow. Am 7. September 1812 befehligte er in der Schlacht bei Borodino das russische Zentrum und besiegte General Joachim Murat. Am 18. Oktober kämpfte er in der Schlacht bei Tarutino. Differenzen mit Kutusow bewegten Bennigsen zu einem mehrmonatigen Urlaub. Nach dessen Tod wurde er von Zar Alexander I. mit der Beförderung zum Oberbefehlshaber der Reservearmee, welche in Polen aufgestellt worden war, wieder zurückbeordert. Mit diesem Heer besetzte  Bennigsen im Juli desselben Jahres das Herzogtum Warschau. Dort besiegte er am 12. Oktober General Laurent de Gouvion Saint-Cyr in der Schlacht bei Dohna. Anschließend führte er seine Armee in Eilmärschen nach Leipzig, wo er dann vier Tage später maßgeblich an der Völkerschlacht bei Leipzig beteiligt war. Er wurde von Zar Alexander in den russischen Grafenstand erhoben und überbrachte dem König von Sachsen Friedrich August I. persönlich die Nachricht, dass dieser sich als Gefangener zu betrachten habe. Er belagerte Magdeburg, Torgau und Wittenberg und schloss im Dezember Hamburg mit seinen Truppen ein und blockierte dasselbe bis zum Abschluss des Ersten Pariser Friedens am 30. Mai 1814. 
Nach Beendigung der Befreiungskriege wurde Benningsen zum Oberbefehlshaber der russischen Südarmee ernannt, die in Bessarabien gegen die Türken aufgestellt wurde, um die russisch-türkische Grenze zu sichern. 
Nach vier Jahren ließ sich Bennigsen 1818 in den Ruhestand versetzen, da er sich infolge verschiedener Kriegsverletzungen nicht mehr dienstfähig sah. Er zog sich zusammen mit seinem Sohn Alexander auf das väterliche Gut Banteln zurück, wo er 1826 im Alter von über 81 Jahren starb.

## Auszeichnungen und Ehrungen
Auszeichnungen nach Rotermund
- um 1792: Russischer Orden des Heiligen Georg 3. Klasse
- 1793 oder 1794: Nach einem Kampf bei Olita im Russisch-Polnischen Krieg, Goldener Ehrendegen mit Brillanten, sowie Auszeichnungen für alle Offiziere seines Corps verliehen durch die Kaiserin Katharina II.
- um 1795: Nach der Eroberung der Stadt Kowno schenkte ihm die Kaiserin 1200 litauische Bauern und  verlieh ihm den Orden des Heiligen Wladimir 2. Klasse
- 1796: Für die Eroberung von Derbent, St.-Annenorden 1. Klasse
- 1798: Alexander-Newski-Orden, nach einem Manöver bei Moskau, verliehen durch Zar Paul I.
- um 1805: Roter und Schwarzer Adlerorden durch den König von Preußen
- um 1806: Russischer Orden des Heiligen Georg 2. Klasse durch Zar Alexander I.
- 1806/1807: Orden des Heiligen Andreas des Erstberufenen und eine Pension von 12000 Rubel auf Lebenszeit
- 1812: Orden des Heiligen Wladimir 1. Klasse
- 1812: Orden des Heiligen Andreas des Erstberufenen mit Brillanten und eine Geldsumme von 100000 Rubel
- 1813: Erhebung in den russischen Grafenstand
- 1813: Kommandeur des Maria-Theresien-Orden durch den österreichischen Kaiser

In der Dorfkirche von Banteln hängt das Bild des bekannten Sohnes des Dorfes, eine Abbildung in Uniform auf dem Schlachtfeld bei Hamburg.

## Familie
Von Bennigsen war viermal verheiratet. Nach dem Tod seiner ersten Frau und seinem Eintritt in das russische Heer 1773 wurde seine älteste Tochter Henriette Sophie von der nach Celle verbannten dänischen Königin Caroline Mathilde als Pflegekind aufgenommen. In deren Obhut verblieb sie, bis die Königin drei Jahre später verstarb. Obwohl Caroline Mathilde kein Testament hinterlassen hatte, erhielt Henriette Sophie, deren Unterhalt die Königin aus ihrer Privatschatulle bestritten hatte, von Caroline Mathildes Bruder, König Georg III. von Großbritannien und Irland, eine jährliche, lebenslange Pension von 400 Reichstalern und erbte Schmuck und Möbel aus dem Nachlass der Königin.
- 1. ⚭ am 8. Dezember 1768 mit Friederike Amalie Ludovica (geborene von Steinberg, 21. Januar 1750–17. März 1773), eine Tochter des hannoverschen Gesandten am Wiener Hof Georg Friedrich von Steinberg.
  - Henriette Friederike Wilhelmine Sophie Sabine von Bennigsen (* 27. Oktober 1769, gest. zu Celle am 8. April 1850) ⚭ 4. Juli 1786 mit Carl Levin Otto von Lenthe (19. Juni 1749–28. November 1815), hannoverscher Kammerherr, Landrat und Abt zu St. Michael in Lüneburg.
    - Friederike von Lenthe (1791–1860) ⚭ Wilhelm von Auersperg (1782–1827)
      - Karl von Auersperg
      - Adolf von Auersperg

    - Metta von Lenthe (1804–1835) ⚭ Ernst von Bodenhausen (1785–1854)

- 2. ⚭ 1776 ⚭ mit Elisabeth Meyer, die bereits wenige Wochen nach der Hochzeit starb

- 3. ⚭ 1777 ⚭ mit Amalie Oelgarde, eine Tochter des hannoverschen Ministers August Wilhelm von Schwicheldt (1708–1766) und dessen Frau Marianne Hippolyte (geborene Fabrice)

- 4. ⚭ 1806 mit Marie Leonarde (geborene von Buttow[t]-Andrzeykowicz, 1788–1855)[5]
  - Alexander Levin von Bennigsen (21. Juli 1809–27. Februar 1893)[6]

## Schriften
- Gedanken über einige dem Officier der leichten Reiterei nothwendige Vorkenntnisse des Kriegsdienstes und der Pferde. Riga 1794.
- E. Cazales (Hrsg.): Mémoires. 3 Bände. Charles-Lavauzelle, Paris 1906–1908 (französisch).